# Cezary Janowski
 Cezary Janowski (ur. 15 kwietnia 1966 w Lubaniu Śląskim) – generał brygady Wojska Polskiego, dowódca 13 pułku przeciwlotniczego (2008–2010), od 2018 zastępca szefa, a od 2022 Szef Zarządu Planowania Użycia Sił Zbrojnych i Szkolenia – P3/P7.

## Życiorys

### Wykształcenie
Cezary Janowski ukończył Wyższą Oficerską Szkołę Radiotechniczną w Jeleniej Górze (1990),
Akademię Obrony Narodowej, gdzie ukończył z trzecią lokatą studia wyższe na Wydziale Wojsk Lądowych (Organizacja i Zarządzanie – Dowodzenie Wojskami) oraz ekonomię ogólną na Wydziale Bezpieczeństwa Narodowego (1998–2000). W roku 2008 ukończył w Akademii Obrony Narodowej Podyplomowe Studia Operacyjno-Strategiczne, a w 2014 Podyplomowe Studia Polityki Obronnej.

### Służba wojskowa
Służbę zawodową rozpoczął w 1990 w Bolesławcu na stanowisku dowódcy obsługi stacji radiolokacyjnej w 66 pułku artylerii przeciwlotniczej. W 1992 został skierowany do 11 pułku przeciwlotniczego, gdzie objął funkcję dowódcy obsługi stacji radiolokacyjnej, a następnie był wyznaczony na stanowisku dowódcy baterii dowodzenia, będąc w 11 pplot do jego rozformowania (1998). Po ukończeniu studiów w Akademii Obrony Narodowej od 2000 pełnił służbę w Żaganiu na stanowisku dowódcy dywizjonu przeciwlotniczego 34 Brygady Kawalerii Pancernej. W latach 2004–2007 pełnił służbę w Czerwińsku na stanowiskach w dowództwie 4 pułku przeciwlotniczego. W 2008 po ukończeniu podyplomowych studiów w Akademii Obrony Narodowej został wyznaczony na dowódcę 13 pułku przeciwlotniczego. 29 października 2010 w Elblągu przekazał dowodzenie 13 pplot. 2 listopada 2010 został skierowany do służby w Sztabie Generalnym WP, w Zarządzie Szkolenia. W 2015, po ukończeniu podyplomowych studiów Polityki Obronnej w Akademii Obrony Narodowej pełnił służbę jako główny specjalista w Departamencie Kontroli MON (2015–2018). W 2018 w Akademii Sztuki Wojennej ukończył kurs planowania i rozliczania działalności w resorcie obrony narodowej na poziomie strategicznym, strategiczno-operacyjnym i operacyjnym. Od 2018 pełni służbę w Sztabie Generalnym WP na stanowisku zastępcy szefa Zarządu Planowania Użycia Sił Zbrojnych i Szkolenia – P3/P7. 15 sierpnia 2020 prezydent RP Andrzej Duda mianował go na stopień generała brygady.

## Awanse
- podporucznik – 1990[2]

(...)
- generał brygady – 15 sierpnia 2020[1][10].

## Ordery, odznaczenia i wyróżnienia[1][11][12][13]
- Srebrny Medal za Długoletnią Służbę
- Złoty Medal „Za zasługi dla obronności kraju”
- Złoty Medal „Siły Zbrojne w Służbie Ojczyzny”
- Odznaka pamiątkowa 13 pułku przeciwlotniczego – 2008 (ex officio)
- Odznaka okolicznościowa „Medal 100-lecia ustanowienia SG WP” – 2018
- Buzdygan Honorowy – 15 sierpnia 2020
- Ryngraf Związku Oficerów Rezerwy RP – 2021
- Krzyż Zasługi Związku Oficerów Rezerwy RP „Serve Patrie” („Służyć Ojczyźnie”) – 2022

i inne